# Buluk Agung
Buluk Agung is een bestuurslaag in het regentschap Bangkalan van de provincie Oost-Java, Indonesië. Buluk Agung telt 3053 inwoners (volkstelling 2010).